# Ителмени
Ителмените са коренно население на Камчатка, Русия. Ителменският език е свързан с корякския и езика чукчи, сформирайки Чукотско-Камчатското езиково семейство, но днес е почти изчезнал, като повечето етнически ителмени говорят руски като роден език.
Ителмените имат общество от ловци и риболовци, наброяващо около 50 000 души, на полуострова, преди да бъдат опустошени от казаците през 18 век. През 1993 г. вече има останали по-малко от 100 възрастни, които говорят ителменски като роден, но около 2400 души се считат за етнически ителмени след преброяването през 1989 г. До 2002 г. този брой нараства до 3180 души и се правят опити езикът да бъде възроден. След преброяването през 2010 г. са установени 3193 ителмени в Русия.
Според етнографски карти, ителмените населяват основно долината на река Камчатка (районите Тигилски и Милковски в Камчатски край), в централната част на полуострова. Съществуват и малки популации в Магаданска област. Един от малкото източници, описващ ителмените преди асимилацията им от руснаците, е този на Георг Щелер, който акомпанира Витус Беринг по времето на Великата северна експедиция.

## Селищна структура
Ителмените се заселвали по протежението на различни реки на полуостров Качматка. По времето на пристигането на първите казаци на полуострова през 1650-те години, ителменските селища наброявали между 200 и 300 души. До 1744 г. тази бройка намалява до 50 – 40, според Щелер. всяко селище е било концентрирано около едно патриархално домакинство. По принцип младите мъже, търсещи женитба, се присъединявали към селото на жена си. Когато едно село е станело прекалено голямо за да се издържа, то се разделяло и една част от селяните създавали друго селище на същата река. Щелер описва голяма разнообразие от диалекти от река до река, тъй като ителмените общували основно с други общества на същата река.

## Ителменските къщи
Ителмените живели в различни къщи през летните и зимните сезони. Зимната къща, която е била обитавана от началото на ноември, е била вкопавана около 1 – 1,5 m в почвата във формата на правоъгълник. Стените са покривани с пръчки и слама, така че да спират влагата. Четири греди в центъра на жилището поддържат покрива на къщата. Върху покрива от дървени греди е нареждана слама с дебелина от около 30 cm, след което отгоре е слагана и утъпквана изровената пръст. На върха на юртата се е правил отвор, който да служи като вход и да отвежда дима навън. Срещу огнището също се е правил отвор, гледащ към реката, но той е стоял отворен, само когато огънят е бил запален. Спалните отделения са маркирани с парчета дърво, върху които са полагани слама и кожи от елени или тюлени.
През летните месеци, ителмените живели в издигнати къщи. Когато почвата започвала да се топи през лятото, подовете на зимните къщи започвали да се наводняват. През летните месеци всяко семейство живеело в собствена къща, вместо да дели обща къща, както през зимата. Тези издигнати къщи или „балагани“, както ги наричали казаците, били пирамиди на издигнати платформи, с врати към юг и към север. Екстремната влага на климата изисквала такова повдигане на жилищата, за да е възможно съхранение на сухо. Повечето селища, освен летни и зимни къщи, са имали и сламени колиби, построени на земята, които служели за готвене на кучешка храна, варене на морска сол или измазване с мас. Преди пристигането на руснаците, селищата били обградени от стена от пръст или скали. След това тази практика е забранена.

## Религия
Ителмените изповядвали политеистична религия. Основното им божество се наричало „Кутка“. Въпреки че е бил считан за създател на всичко, Щелер описва абсолютно отсъствие на почит към него. Ителмените преписват трудностите и проблемите в живота на неговата тъпота и лесно го мъмрели или проклинали. Те, също така, вярвали в няколко духа, които живели в океаните под формата на риби. Вярвали и в горски духове, приличащи на хора, и в планински духове, живеещи във високите планини и вулканите. Ителменският еквивалент на дявола се наричал „Кама“, който живял в дърво, близо до селото Нижной, което било обстрелвано ежегодно със стрели.

## Деление на труда
Трудът е бил ясно разделен според пола, но някои задачи били споделени. Когато са били на риболов, мъжете и жените са гребали заедно, но само мъжете ловели риба, докато жените вършели друга работа, като чистене и сушене на рибата и събирането на хайвера. При строенето на жилища, мъжете се заемали с дърводелската работа и копаенето, докато жените покривали покривите със слама и режели сламата със сърпове от меча кост. Жените приготвяли всички рибни запаси, освен ферментиралата риба и кучешкото место, които се оставяли за мъжете. Жените събирали семена, горски плодове и чаеве. От треви се правели килимчета, чанти, кошове и кутии за съхранение и транспорт. Кучешки и еленски кожи се използвали като облекло от мъже и жени.

## Храна
Ителмените рядко ядели по опредено време, освен когато се забавлявали. Те, също така, рядко ядели заедно като семейство, освен когато не ставало дума за прясна риба. За разлика от съседите си, евенките и якутите, те не обичали пържени храни и ядели основно студени храни. Често диетата включвала хайвер от риба с кора от върба или бреза. 